# Milton (Cherwell)
Milton is een civil parish in het bestuurlijke gebied Cherwell, in het Engelse graafschap Oxfordshire met 192 inwoners.